# Бологов Віталій Гнатович
Віталій Ігнатович Бологов (4 серпня 1938 року, селище Ак-Мечеть, Чорноморський район, Кримська АРСР, РРФСР - 29 червня 2003 року, Москва) — генерал-полковник Збройних Сил Російської Федерації.

## Біографія
Народився 4 серпня 1938 року в селищі Ак-Мечеть Кримської області (нині Чорноморське Чорноморського району). У 1958 році вступив до Ташкентського вищого загальновійськового командного училища. Після його закінчення служив на командних посадах у Південній групі військ та у Далекосхідному військовому окрузі.
У 1972 році, після закінчення Військової академії імені М. В. Фрунзе, був направлений до Північно-Кавказького військового округу. У 1979 році закінчив Військову академію Генерального штабу. Продовжував службу у військах на різних посадах, у тому числі на території Угорщини та НДР.
З 1986 - в Генеральному штабі Збройних сил СРСР. Брав участь у ліквідації наслідків аварії на Чорнобильській АЕС (1986-1987). У 1988-1989 роках проходив службу в Демократичній Республіці Афганістан, здійснюючи заходи щодо підготовки та виведення радянських військ.
Після розпаду СРСР продовжив службу у Збройних Силах Російської Федерації. 14 листопада 1992 йому було присвоєно звання генерал-полковник. За час служби в Генеральному штабі Збройних сил обіймав посади від першого заступника начальника управління до начальника Головного організаційно-мобілізаційного управління - заступника начальника Генерального штабу Збройних сил Російської Федерації (1992-1994 роки).
6 липня 1994 Бологов вийшов у відставку. Помер 29 червня 2003 року після тяжкої та тривалої хвороби. Похований на Троєкурівському цвинтарі Москви.

## Нагороди
- Орден Червоної Зірки
- Орден «За службу Батьківщині у Збройних Силах СРСР» ІІІ ступеня
- Вісім медалей[1].